# Al Madrigal
Alessandro Liborio Madrigal, detto Al Madrigal (San Francisco, 4 luglio 1971), è un attore statunitense.
È co-fondatore del network di podcast All Things Comedy, insieme a Bill Burr. Ha raggiunto la fama su The Daily Show with Jon Stewart come inviato regolare per cinque stagioni. Al di fuori del mondo dello stand-up, è conosciuto per i suoi ruoli da co-protagonista nel film Night School, nella comedia nera di Showtime I'm Dying Up Here, in About A Boy di NBC, nonché nelle sitcom CBS Broke, Gary Unmarried e Welcome to The Captain. Attualmente sta sviluppando diversi progetti televisivi nell'ambito del suo attuale contratto con CBS Studios.
È apparso nel dramma sportivo The Way Back, con Ben Affleck e diretto da Gavin O'Connor. Compare nel film dell'universo di Spider-Man di Sony, Morbius, nel ruolo di Alberto "Al" Rodriguez. È stato un membro fisso nella serie comica di successo Lopez vs. Lopez su NBC. Nel 2022, Madrigal si è unito ad AWA e all'ex caporedattore della Marvel, Axel Alonso, per pubblicare il fumetto Primos.

## Biografia
Nato e cresciuto a San Francisco, California, da padre messicano (di Tijuana) e madre siciliana, Madrigal ha frequentato l'Ecole Notre Dame Des Victoires, una scuola cattolica privata a San Francisco che enfatizza l'insegnamento della lingua e della cultura francese.

## Filmografia parziale

### Cinema
- Punching Henry, regia di Gregori Viens (2016)
- Fottute! (Snatched), regia di Jonathan Levine (2017)
- La scuola serale (Night School), regia di Malcolm D. Lee (2018)
- Tornare a vincere (The Way Back), regia di Gavin O'Connor (2020)
- La mappa delle piccole cose perfette (The Map of Tiny Perfect Things), regia di Ian Samuels (2021)
- Violet, regia di Justine Bateman (2021)
- Happily, regia di BenDavid Grabinski (2021)
- Morbius, regia di Daniel Espinosa (2022)
- Unplugging, regia di Debra Neil-Fisher (2022)
- Hollywood Stargirl, regia di Julia Hart (2022)
- Air - La storia del grande salto (Air), regia di Ben Affleck (2023)
- Drugstore June, regia di Nicholaus Goossen (2024)

### Televisione
- Benvenuti a The Captain (Welcome to The Captain) – serie TV, 5 episodi (2008)
- Provaci ancora Gary (Gary Unmarried) – serie TV, 20 episodi (2008-2009)
- Lucifer – serie TV, un episodio (2016)
- I'm Dying Up Here - Chi è di scena? (I'm Dying Up Here) – serie TV, 20 episodi (2017-2018)
- Lopez vs Lopez - serie TV, 43 episodi (2022-2025)
- Bob's Burgers - serie TV, 3 episodi (2022-2024) – voce
- Clone High - serie TV, un episodio (2023) – voce
- Curb Your Enthusiasm - serie TV, un episodio (2024)

## Doppiatori italiani
Nelle versioni in italiano delle opere in cui ha recitato, Al Madrigal è stato doppiato da:
- Oreste Baldini in Provaci ancora Gary, Morbius, Hollywood Stargirl
- Andrea Pirolli in Tornare a vincere
- Luca Ghignone in I'm Dying Up Here - Chi è di scena?
- Alberto Caneva in Benvenuti a The Captain
- Fabrizio Vidale in La scuola serale
- Carlo Scipioni in Lucifer
- Riccardo Rossi in Fottute!